# Moneta

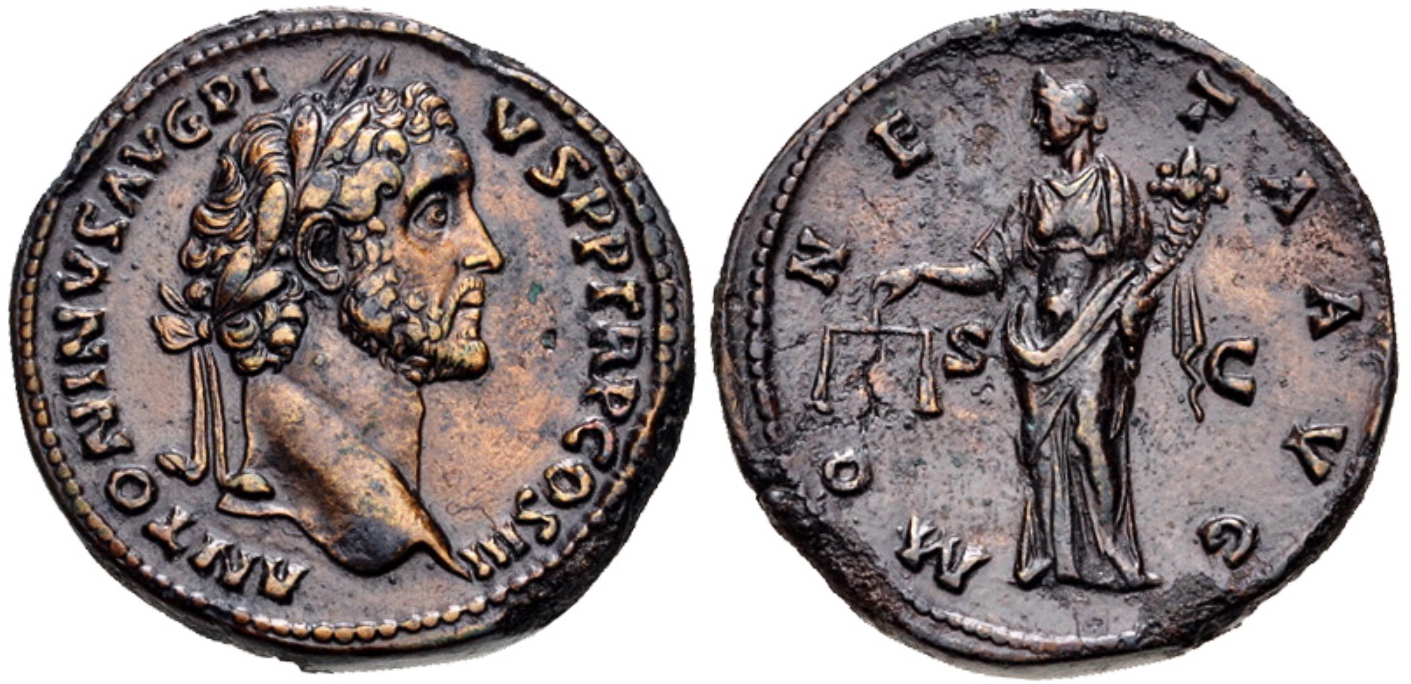
Bohyně Moneta zachycená na rubu římské mince

Moneta (z lat. monere, připomínat, varovat) je v římské mytologii jednak bohyně paměti a vzpomínek, jednak přízvisko bohyně Juno, jak se uctívala na římském Kapitolu. V tomto chrámu se ve starší době razily mince a od jména Moneta se odvozuje název pro peníze v řadě evropských jazyků.

## Moneta
Bohyně Moneta byla patrně ovlivněna řeckým náboženstvím jako protějšek Mnémosyné, bohyně paměti a matky Múz.

## Juno Moneta
Juno byla nejvyšší římská bohyně, ochránkyně porodu a mateřství. Přízvisko Moneta, s nímž se uctívala na římském Kapitolu, je možná odvozeno od řeckého monérés, jediná. Juno Moneta platila za ochránkyni zásob a v jejím chrámu byla původně římská mincovna. Na zde ražených mincích bývala i podoba bohyně. Právo razit mince měl až do roku 27 př. n. l. římský senát a vykonával je prostřednictvím tří úředníků, kteří se nazývali tresviri. Roku 27 př. n. l. získal toto právo také císař a od roku 15 př. n. l. směl senát razit jen měděné mince.
Od jména Moneta je odvozeno mimo jiné francouzské monnaie, anglické money, německé Münze a odtud i české slovo mince. V italštině, v ruštině, v polštině a v dalších jazycích znamená moneta minci.